# Der lange Weg des Lukas B.
Der lange Weg des Lukas B. ist ein Jugendroman von Willi Fährmann, der 1980 erstmals erschien. Das Buch ist Teil der Bienmann-Saga und behandelt das Erwachsenwerden von Lukas Bienmann, der in der zweiten Hälfte des 19. Jahrhunderts aus Ostpreußen in die USA fährt und sich dort zum Zimmermannsgesellen ausbilden lässt. Im Roman spielt neben dem Annehmen von Verantwortlichkeit die Generationenkonstellation in der Familie eine wichtige Rolle; Lukas reist mit seinem Großvater; sein überschuldeter Vater ist verschwunden und wird immer wieder erwähnt.

## Inhalt
Die Bienmanns sind eine Zimmermanns-Familie. Doch in der Umgebung ihres kleinen Dorfes in Ostpreußen gibt es zum Ende des 19. Jahrhunderts nicht mehr genug Arbeit, um sie und die Familien ihrer Mitarbeiter zu ernähren. So entscheidet sich Lukas’ Großvater, mit seiner Mannschaft für einige Jahre nach Amerika zu gehen, um dort das große Geld zu verdienen.
Lukas geht mit seinem Großvater nach Amerika. Er hofft, dort seinen Vater zu finden, der die Familie vor langer Zeit verlassen hat. Lukas’ Vater hatte bei seinem Vater, Lukas’ Großvater, das Zimmermannshandwerk erlernt, war aber mehr Künstler als Zimmermann. Mit seinen Bildern konnte er allerdings seine Familie nicht ernähren, so dass er vor seinem Verschwinden gezwungen gewesen war, beim örtlichen Großgrundbesitzer ein Darlehen aufzunehmen. Der Großvater hatte für seinen Sohn gebürgt und muss daher für die Schulden gerade stehen. Als er nun selbst in finanzielle Schwierigkeiten gerät, scheint die Situation der Familie so gut wie aussichtslos. Nur das goldene Amerika kann sie retten.
Amerika scheint auch für den jungen Dorflehrer, einen Revolutionär, die Rettung vor der preußischen Justiz zu sein. So begleitet er das Zimmermanns-Team. Als blinder Passagier gesellt sich noch Mathilde Bienmann hinzu, die in den Lehrer verliebt ist.
Bereits auf dem Schiff findet Lukas erste Spuren seines Vaters, eine unvollendete Galionsfigur. Die Zimmerleute reparieren nach einem Sturm alles, was auf dem Schiff zu Bruch gegangen ist, und Lukas schnitzt mit der Hilfe des Großvaters den Neptun für den Bug fertig. Im Gegenzug für Schnaps erzählt ihm der Segelmacher Geschichten über seinen Vater. In Amerika reisen die Bienmanns quer durchs Land, bauen Kirchen, Wohnhäuser und Brücken. Zwei der Zimmerleute aus dem Dorf sterben dabei. Immer wieder kreuzen die Spuren seines Vaters Lukas’ Weg.
Willi Fährmann setzt sich hier mit der Auswanderungszeit um die Wende zum 20. Jahrhundert auseinander. Viele Menschen fanden in Europa nicht mehr genug Arbeit, um zu überleben, und so machten sie sich auf in das "gelobte Land" Amerika. Das Buch zeigt, wie unterschiedliche kulturelle Vorstellungen aufeinanderprallen, welche Chancen das im Aufbruch befindliche Land bot für den, der sie zu nutzen wusste.
Im Buch kommen Spiritualität und Glaube immer wieder „versteckt in kleinen Details“ vor.

## Auszeichnung
- 1981: Deutscher Jugendliteraturpreis: Jugendbuch

## Fernsehadaption
Im Jahr 1992 wurde der Roman unter gleichem Namen im ZDF als Weihnachtsserie ausgestrahlt (Der lange Weg des Lukas B.). In der Serie wird der Grund für die Fahrt nach Amerika verändert: Lukas beobachtet Otto von Lebrecht bei einem Mord, dessen sein Vater fälschlicherweise beschuldigt wird.

## Buchausgabe
- Willi Fährmann: Der lange Weg des Lukas B. Die Bienmann-Saga, Bd. 1. Süddeutscher Verlag, München 2001, ISBN 3-86615-104-7.